# 小丑神

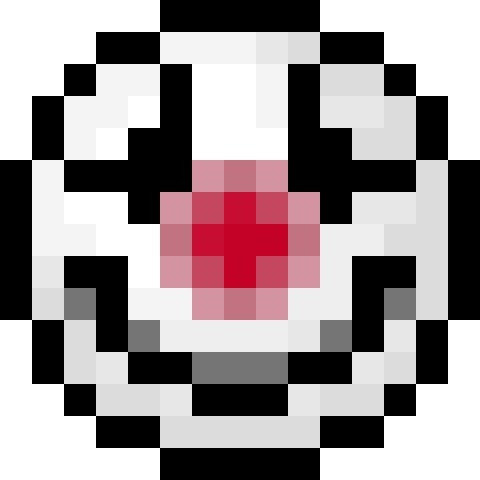
小丑神

小丑神是香港互聯網惡搞文化產物，最初以表情符號形式出現於香港高登討論區。有人稱膠神，但高登討論區會員並不接受，甚至視稱膠神的人為異端。早期在高登討論區，「小丑神」、「膠神」皆有人使用，2005年後才約定俗成，以「小丑神」為正式稱呼。

## 起源
̣̣小丑圖示源於美國Snitz Communications公司所開發Snitz Forums 2000中的論壇表情符號，但當時採用該論壇程式的高登討論區，沒列明論壇程式的來源，令部分網民以為小丑圖示由高登討論區創作。高登會員不斷製造各種小丑改圖，並因此產生席捲香港各大討論區的「小丑文化」。 
小丑神發揚於香港高登討論區的惡搞文化，其表情符號就像聽了滑稽（硬膠）的事而傻笑，而討論區中的會員，習慣對一些言論出位的會員貼上小丑神表情符號，後來這表情符號更引申出侮辱輕蔑別人的意思。
不少高登討論區會員把小丑圖示從原本簡單的面容，在繪圖程式的幫助下，發揮無限創意，變成各式各樣的圖示（但仍以小丑圖示為本）。
後來更演變成普遍現象，於是小丑神逐漸變成崇拜形象。有會員更創造不少相關的圖片，將其偶像化及神化，例如每逢星期日，會員們都會舉行「星期日小丑教教會崇拜」，禱詞與基督教相似，祈求小丑神能賜給他們願望；更有會員利用小丑圖像，印製一些汗衣發售等。
小丑神在網絡中的寫法為「:o)」。

## 發展
由於討論區管理員控制言論過份寬鬆，討論區內不少會員經常發表驚人、變態的言論或以搗亂為樂，藉此來造成迴響，提高知名度。討論區的人將這種行為稱為「上位」，或稱這些會員為「硬膠」（粵語髒話「戇㞗」，俗寫為「戇鳩」或「On9（粵語中同音）」的諧音），並在回覆加上貌似小丑的表情符號。經過時日變遷，小丑這個表情符號已經逐漸代表了硬膠的意思。
有些會員因為發表了一些「硬膠」（愚蠢）的問題，例如「甚麼是BT？」、「鯨魚係唔係魚呀？（鯨魚是不是魚？）」、「日本留學也要做兼職工作嗎？」等問題而被稱為「真心膠」，意思是這些會員真的不知道答案。與其相反的是一些喜歡發表愚蠢的問題以求獲得其它人注意的人，這些人則會被稱為「假膠」。
小丑神圖案的流行被看成是一種商機，於是有T恤、布袋和膠扇把小丑神的圖案印在上面以吸引年青人，並於網絡論壇和受年輕人歡迎的漫畫節中發售。

## 相關
- 硬膠文化